# Léon Heuzey
Léon Alexandre Heuzey, född den 1 december 1831 i Rouen, död den 8 februari 1922 i Auteuil, var en fransk arkeolog.
Heuzey, som var professor vid École Nationale des Beaux-Arts och senare föreståndare för antikavdelningen vid Louvren, utgav en rad viktiga arbeten: Mont Olympe et l'Acarnanie (1862), Mission archéologique de Macédoine (1864-67), Nouvelles recherches sur les terres cuites grecques (1877), Les figurines antiques de terre cuite au musée du Louvre (1878-83), Catalogue des terres cuites du Louvre (1882), Les origines orientales de Vart (1893) och Sceaux inédits des rois d’Agadé (1897). Heuzey var en av de främsta forskare, som framgått ur École d’Athènes. Hans (jämte arkitekten Daumets) expedition till Makedonien gav synnerligen goda resultat, exempelvis upptäckten av en storartad grekisk villa vid Palatitza (i södra Makedonien) och av en 
gravrelief vid Farsalos. Heuzey var ledamot av Institutet (1874).